# 岷县
34°27′57″N 104°03′46″E / 34.46583°N 104.06278°E
岷县是中国甘肃省定西市下辖的一个县，位于定西最南端，曾经长期属于现已撤销的武都地区。居民97%为汉族，另外有回、藏等少数民族。

## 历史
秦穆公三十七年（前623年），秦穆公用由余之谋，西伐戎王，益国十二，开地千里，称霸西戎，岷县地方就在当时纳入秦国版图。前350年，秦孝公接受商鞅主张，“集小乡邑，聚为县，置令、丞，凡三十一县”，其中就包括今天的岷县，当时叫临洮县。史记中最早出现临洮县名在秦王政八年（前239年）秦王政21岁，王弟长安君成蛟将军率军攻打赵国时反叛，死在屯留，“军吏皆斩死，迁其民于临洮”。
东汉末年临洮县为羌胡地，史载董卓为临洮人，常与当地羌氐酋帅交结。北朝西魏文帝改称溢乐县，并置岷州。从618年以后，以“岷山”得名的岷州称谓基本稳定下来。明洪武十一年（1378年）在今岷县设岷州卫。清雍正八年（1730年）又改称岷州，民国二年（1913年），改为岷县，沿用至今。
| 朝代           | 年代                      | 建制                         | 备注 |
| -------------- | ------------------------- | ---------------------------- | --- |
| 先秦           | 公元前623年               | 临洮                         | 秦穆公用由余之谋，西伐戎王，益国十二，开地千里，称霸西戎，岷县地方就在当时纳入秦国版图                                                                                               |
| 先秦           | 公元前350年               | 临洮县                       | 秦孝公接受商鞅主张，“集小乡邑，聚为县，置令、丞，凡三十一县”，其中就包括今天的岷县                                                                                                   |
| 秦             | 公元前221年               | 临洮县                       | 秦朝的疆域“西至临洮羌中”（《史记秦始皇本纪》） |
| 两汉           | 公元前202年—公元220年     | 临洮县                       | 属陇西郡 |
| 三国魏晋南北朝 | 公元445年                 | 临洮郡                       | 下辖赤水（在今岷县境内梅川一带）、石门（北魏孝文帝太和九年即485年置；在今卓尼县石门乡）、龙城（太和十年即486年置，在今岷县西北古城一带）三县                                         |
| 三国魏晋南北朝 | 公元544年                 | 同和郡、岷州、溢乐县         | 岷州、同和郡治所在溢乐县（今岷县） |
| 隋             | 公元583年                 | 临洮县                       | 隋文帝开皇三年 临洮县辖于临洮郡 |
| 唐             | 公元742年                 | 和政郡                       | 唐天宝元年 |
| 唐             | 公元758                   | 岷州                         | 领溢乐县、祐川县、和政县（均在今岷县境内） |
| 唐             | 公元761年                 |                              | 肃宗上元二年，吐蕃攻陷岷州 |
| 两宋           | 公元1073年                | 岷州                         | 北宋熙宁六年，王韶收复岷州，岷州辖三县、五寨、三堡、一监，分别为：祐川县（今岷县境内）、大覃县、长道县，临江寨、荔川寨、麻川寨、闾川寨、宕昌寨。遮阳堡、谷藏堡、铁城堡，滔山铸钱监。 |
| 元             | 公元1271年                | 吐蕃等处宣慰使脱思麻路、岷州 | 脱思麻路治岷州（今岷县），辖岷州，领铁州（治今岷县维新乡元山坪） |
| 明             | 公元1378年                | 岷州卫                       | 领西固城守禦千户所（在今舟曲），统属于陕西都指挥司 |
| 清             | 公元1730年                | 岷州                         | 属巩昌府（治今陇西县）所辖 |
| 中华民国       | 公元1913年                | 岷县                         | 曾为甘肃省第一行政督察专员公署驻地 |
| 中华人民共和国 | 公元1949年10月至1950年5月 | 岷县                         | 设岷县专区，驻岷县，辖岷县、渭源、会川、漳县、陇西、临潭6县及卓尼设治局 |
| 中华人民共和国 | 1950年5月20日             | 岷县                         | 撤销岷县专区，岷县划武都专区； |
| 中华人民共和国 | 1958年                    | 岷县                         | 岷县先划归天水专区，后划归定西专区，撤销宕昌县，分别并入武都、岷县2县。 |
| 中华人民共和国 | 1963年10月23日            | 岷县                         | 岷县划归武都地区 |
| 中华人民共和国 | 1985年10月                | 岷县                         | 岷县划归定西地区 |
| 中华人民共和国 | 2003年4月                 | 岷县                         | 定西地区撤地区设市 |

### 古迹
岷县有马家窑文化、寺洼文化、齐家文化等新石器时代文化遗迹6处。据水经注载，大禹治洪水，西行到洮水之上，见到一个身材高大的奇人，给他一块刻字的黑玉圭板，地点就是现在的岷县（参见水经注卷二），《寰宇记》载：溢乐县，本秦之临洮县，岷山在县南一里，山黑无树木，其西有天女神，洮水经其下，即夏禹见长人受黑玉书处。秦长城西端起点为岷县，县城二郎山有秦长城遗迹。县境内有宋代滔山铸钱监遗址。县城有建于明代的真武庙至今保存完好。

## 地理
岷县位于北纬34°07'- 34°45',东经104°41' - 104°59'。中国南北方分界线秦岭在西端分为南北两支，北支即北秦岭。岷县位于北秦岭海西褶皱带。北秦岭、黄土高原和青藏高原东边缘(甘南高原)在这里交汇。岷县北以洮渭分水岭木寨岭、岭罗山连接黄土高原的陇中高原部分，境内有零星厚层不连续的第四纪黄土堆积；南与东南则为中国黄河与长江两大流域的分水岭高山区，隔大拉梁(3747米)、岷峨山与四川盆地相望。
岷县自古有“西控青海，南通巴蜀，东去三秦”之说。这里是甘肃南部的中心地带和商品集散中心，历史上享有“陇原旱码头”美誉，岷县甚至曾经一度是甘肃省的省会。
岷县境内地貌主要属于高原形态，地表切割较小，河谷大多宽浅。县内大部分地区海拔在2300-3000米之间。西部和北部为洮河中游流域的中山宽谷区，洮河两岸宽阔的一级阶地是岷县耕地精华部分; 东部为山间盆地，属渭河支流榜沙河上游闾井河流域和长江流域的西汉水支流湫山河流域。全县总体气候高寒湿润，从东至西由温带半湿润气候过渡到高寒湿润气候。年平均气温5.5°C，一月平均气温-7.1°C，七月平均气温15.9°C，多年平均降水量635毫米，年平均无霜期90—120天。县内植被保存较好。

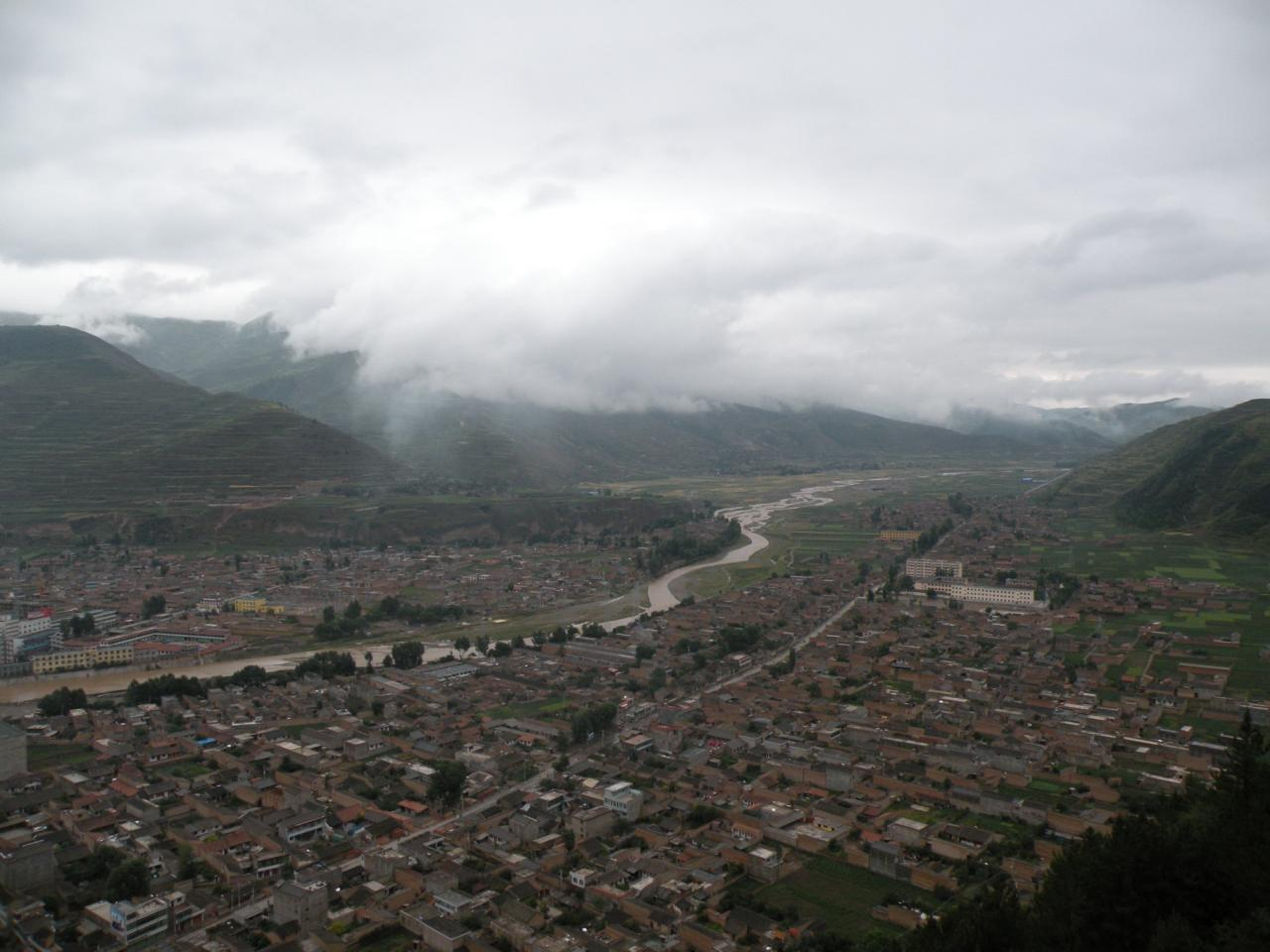
岷县
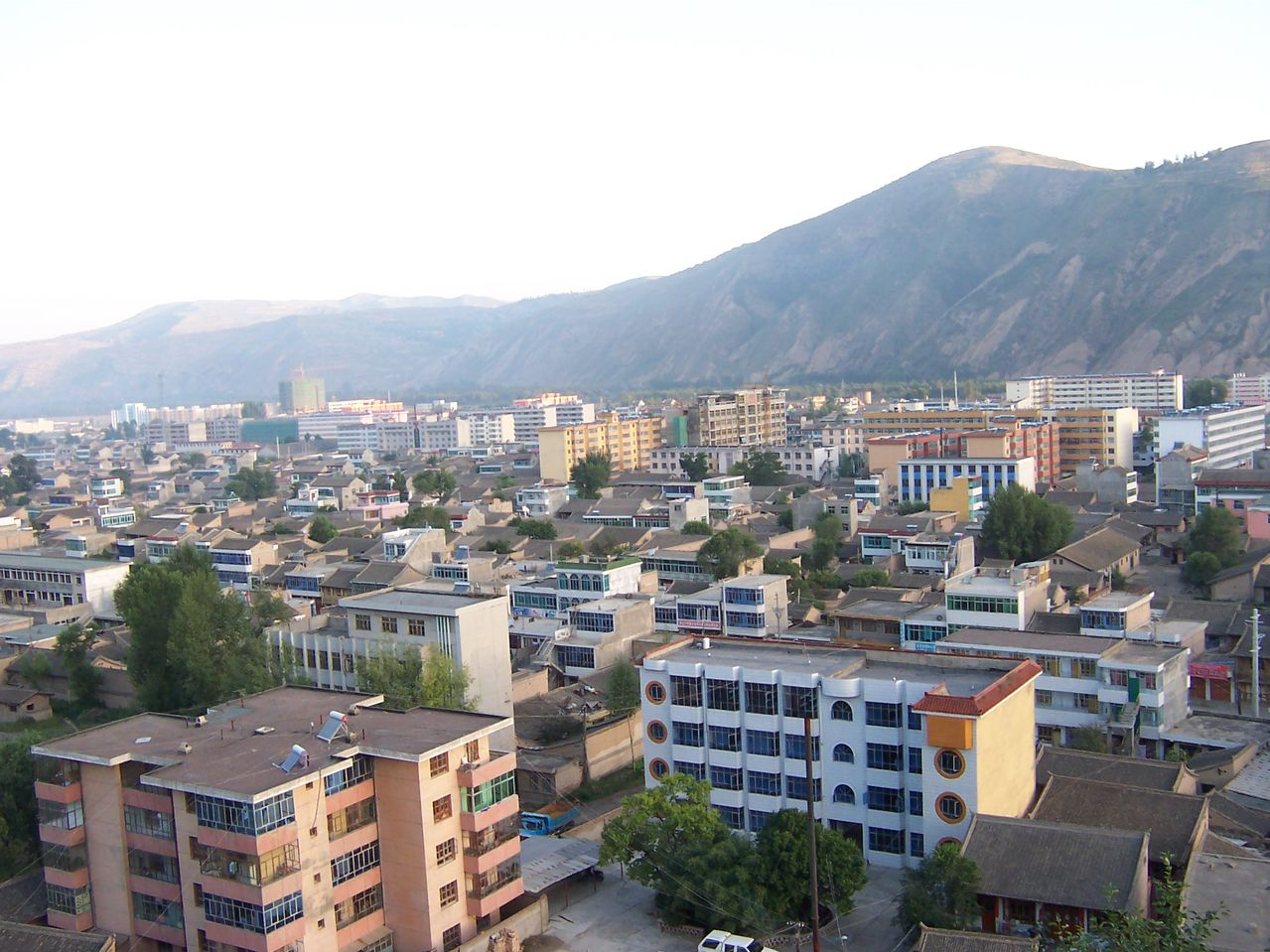
岷县岷阳镇
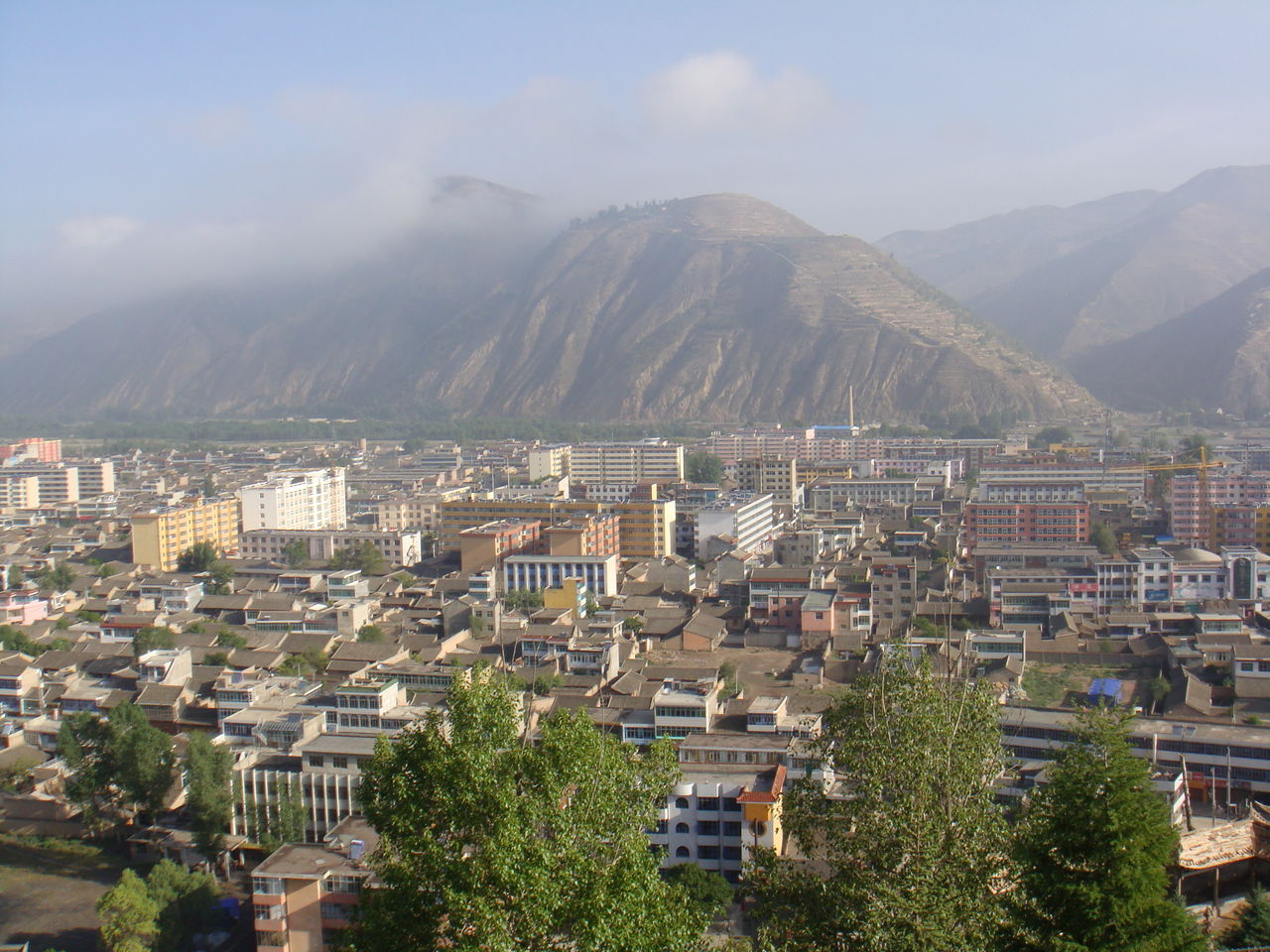
岷县岷阳镇
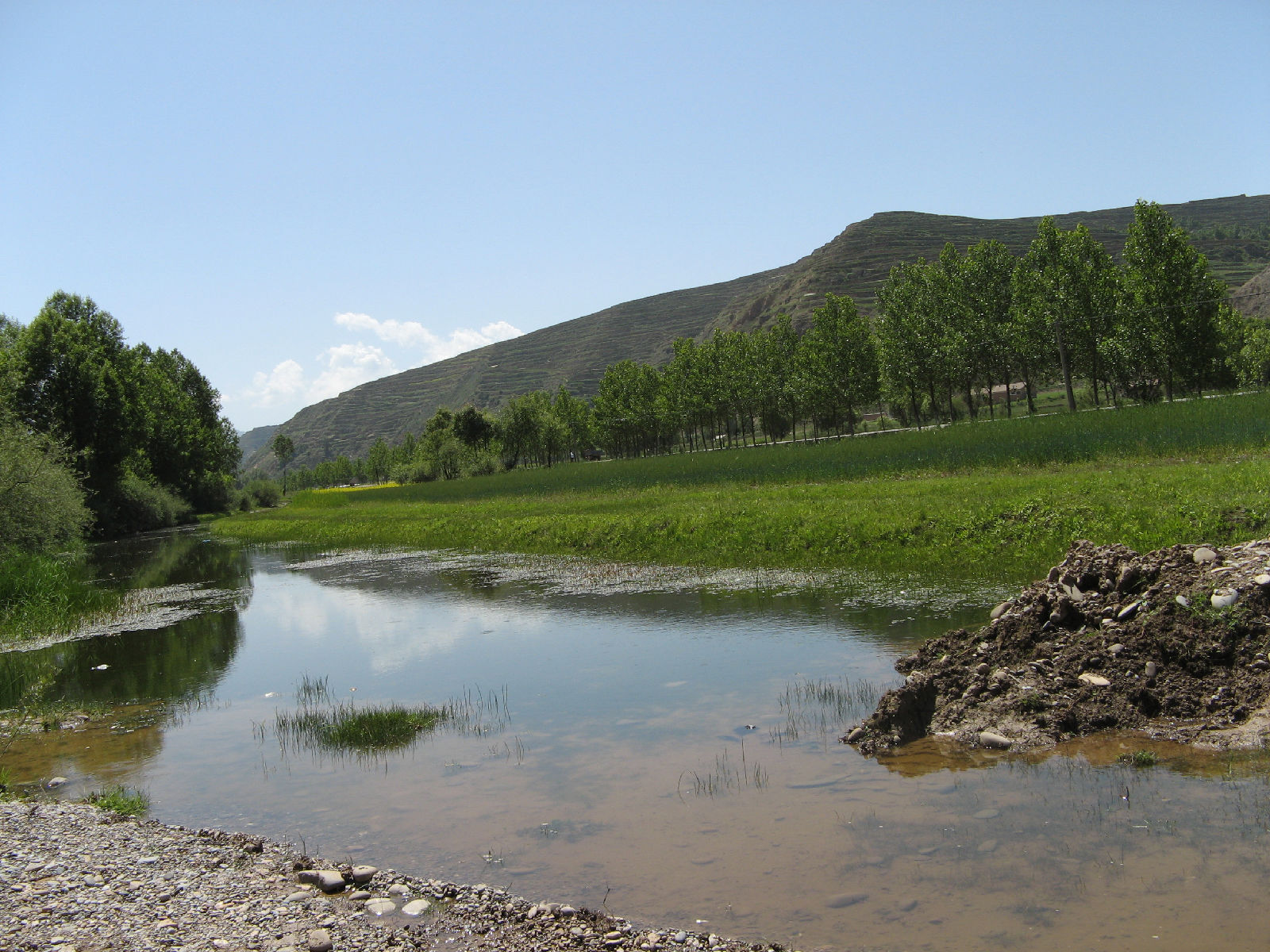
岷县洮河湿地
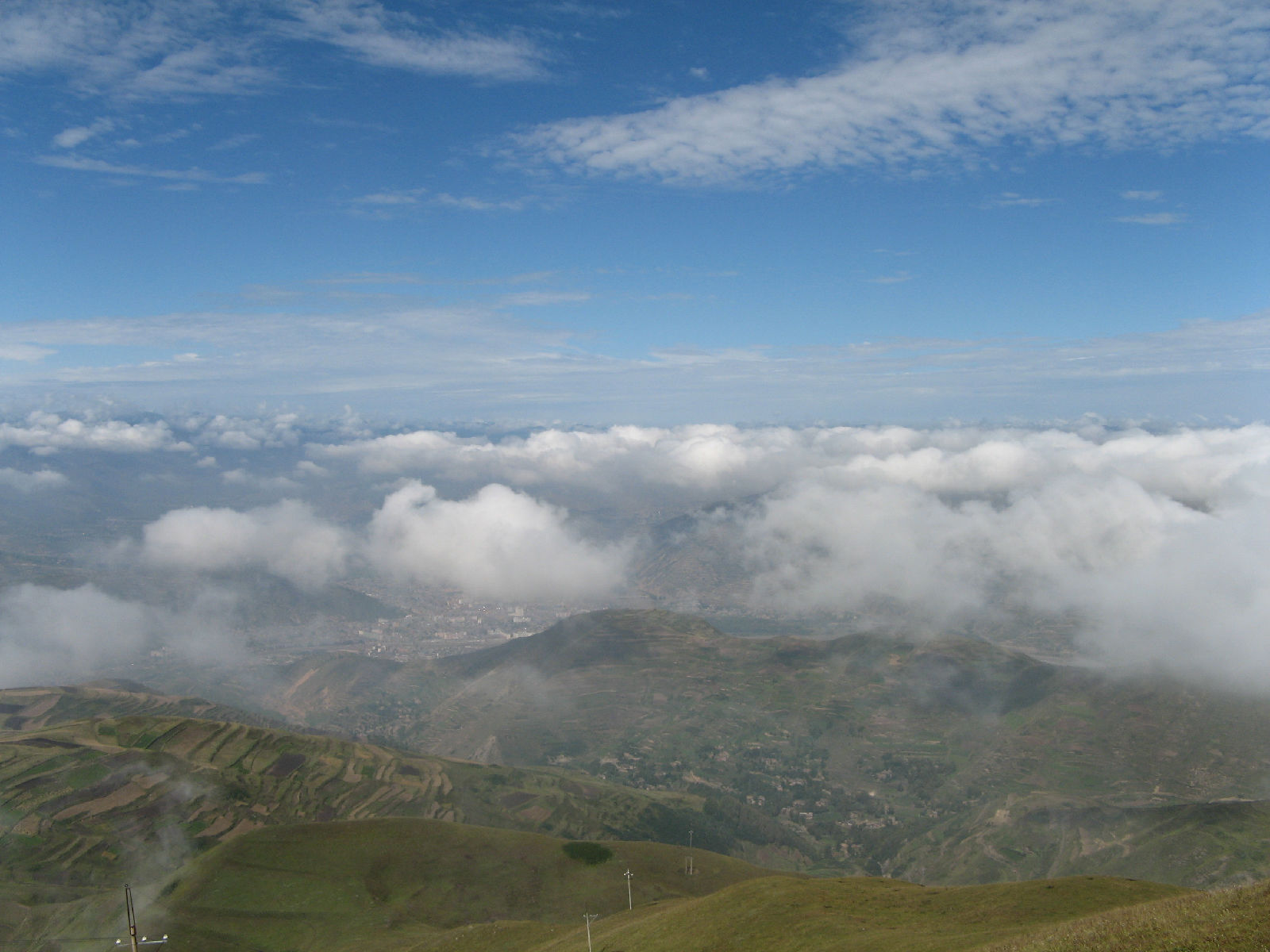
岷县东山
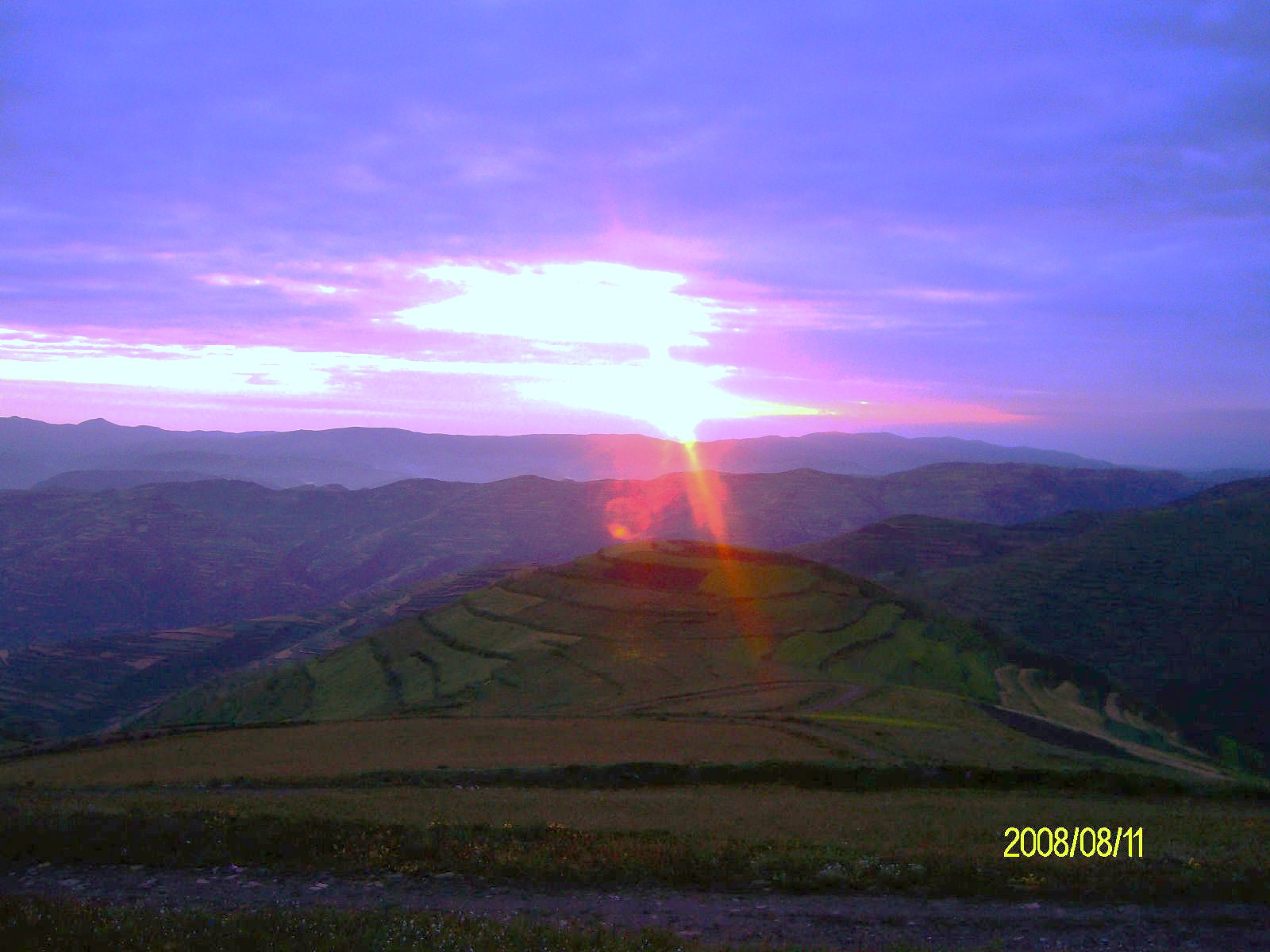
岷县东山

## 地震
2013年7月22日，岷县发生6.6级地震，造成死亡95人，受伤1001人。

## 行政区划
岷县下辖15个镇、3个乡：
岷阳镇、蒲麻镇、西寨镇、梅川镇、西江镇、闾井镇、十里镇、茶埠镇、中寨镇、清水镇、寺沟镇、麻子川镇、维新镇、禾驮镇、马坞镇、秦许乡、申都乡和锁龙乡。

## 农牧业
岷县农作物以粮食作物为主，其中又以小麦（春小麦和冬小麦）居多，另外有洋麦、青稞及少量的燕麦。秋粮有蚕豆、洋芋、玉米、麋子（糜子？）等。经济作物主要是药材，如当归、党参、黄芪、红芪，另外有野生的大黄、贝母等中药材238种。此外，还有油料、甜菜、大麻等经济作物。岷县现有林地约56万亩，草地150多万亩。岷县畜牧业很有发展前途。

## 交通
岷县交通以公路为主。1935、1936年中国工农红军长征突破天险腊子口后，经岷县前往陕北根据地。岷县境内现有甘（肃）（四）川公路 212国道以及岷（县）夏（河）、岷（县）代（古寺）公路干线穿过。于2008年9月26日在开工，已于2017年9月建成通车的兰渝铁路（兰州－重庆）、2009年2月21日开工，计划建成通车的兰合铁路（合作—兰州）以及 兰海高速都经过岷县。

## 传统和民俗
- 洮岷花儿：岷县民歌“花儿”，质扑敦厚，明快生动。每年端午节前后，会举办庙会、花儿会，期间商贾云集，商贸活跃。
- 剪纸窗花：岷县人在逢年过节或婚嫁喜庆时糊贴窗花，采用版面填色、单色剪纸、彩色拼贴等民间艺术，独具地方特色。
- 湫神赛会：岷县乡民崇拜湫神（水神），几乎每个村子都有自己的湫神，登记在册的共18位。每逢农历正月、端午等节庆，都会举办游神活动。湫神几乎都是历代忠臣名将，比如罗成、姜维、庞统宗泽等。
- 洮绣：流行于当地洮河两岸妇女的一种刺绣。

## 特产
- 岷归：岷县与相邻的宕昌县西北一隅是当归种植最适宜的地区，这里当归产量和质量都居全国之首。岷县当归种植已有1400多年历史。当归是伞形科多年生草本植物，以根入药。当归是一种常用中药，它含有糖分、挥发油、香精、维生素、醇剂等多种成分，具有补血、活血、通经等功效，并有滑肠的作用，在医学临床应用上，治疗贫血衰弱、月经不调、痛经、子宫出血、产后瘀血、阴滞腹痛等症；对于跌打损伤、疮痛肿痛、风湿痛、骨节酸痛及便秘等疾病，也有一定疗效。
- 洮砚：岷县特产砚台洮砚被誉为中国“四大名砚”之一。
- 黑紫羔羊：所产裘皮品质出众，享誉四方。
- 蕨麻猪：蕨麻又叫人参果，营养价值较高，有健脾胃、生津止渴、益气补血的功能。当地农户将猪在草场散养，猪多食蕨麻，所产猪肉肉质鲜美，是难得的珍品。
- 岷县点心：驰名陇上的一种烤制面点。
- 岷县大豆：为炒制的蚕豆，当地有每逢农历二月二吃炒豆子的习惯，因岷县气候适于蚕豆生长，所产蚕豆品质优良，经过加工炒制后，更加美味，为当地一大特产。

## 风景名胜
- 岷州八景：岷县新旧八景尤为壮观，其中以“东坡晚照”、“岷山积翠”、“洮水流珠”、“叠藏长虹”、“金童古钟”、“狼渡牧野”、“山村药圃”、“碧波红莲”独具特色。
- 二郎山森林公园
- 双燕——沙金景区
- 闾井柯汰沟奇石风景区
- 狼渡草原湿地
- 扎角自然风景区
- 马烨仓景区

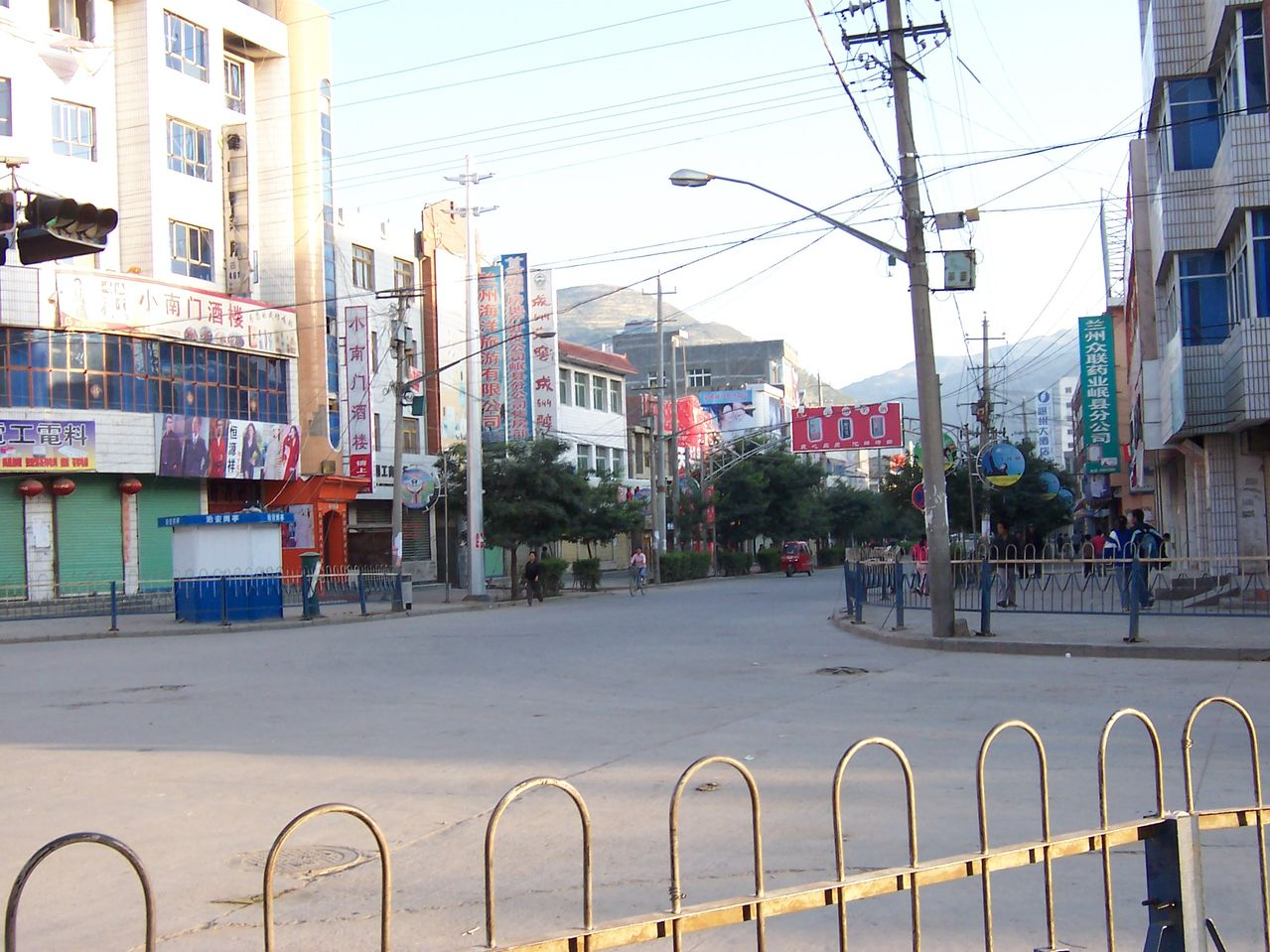
岷县岷阳镇一角
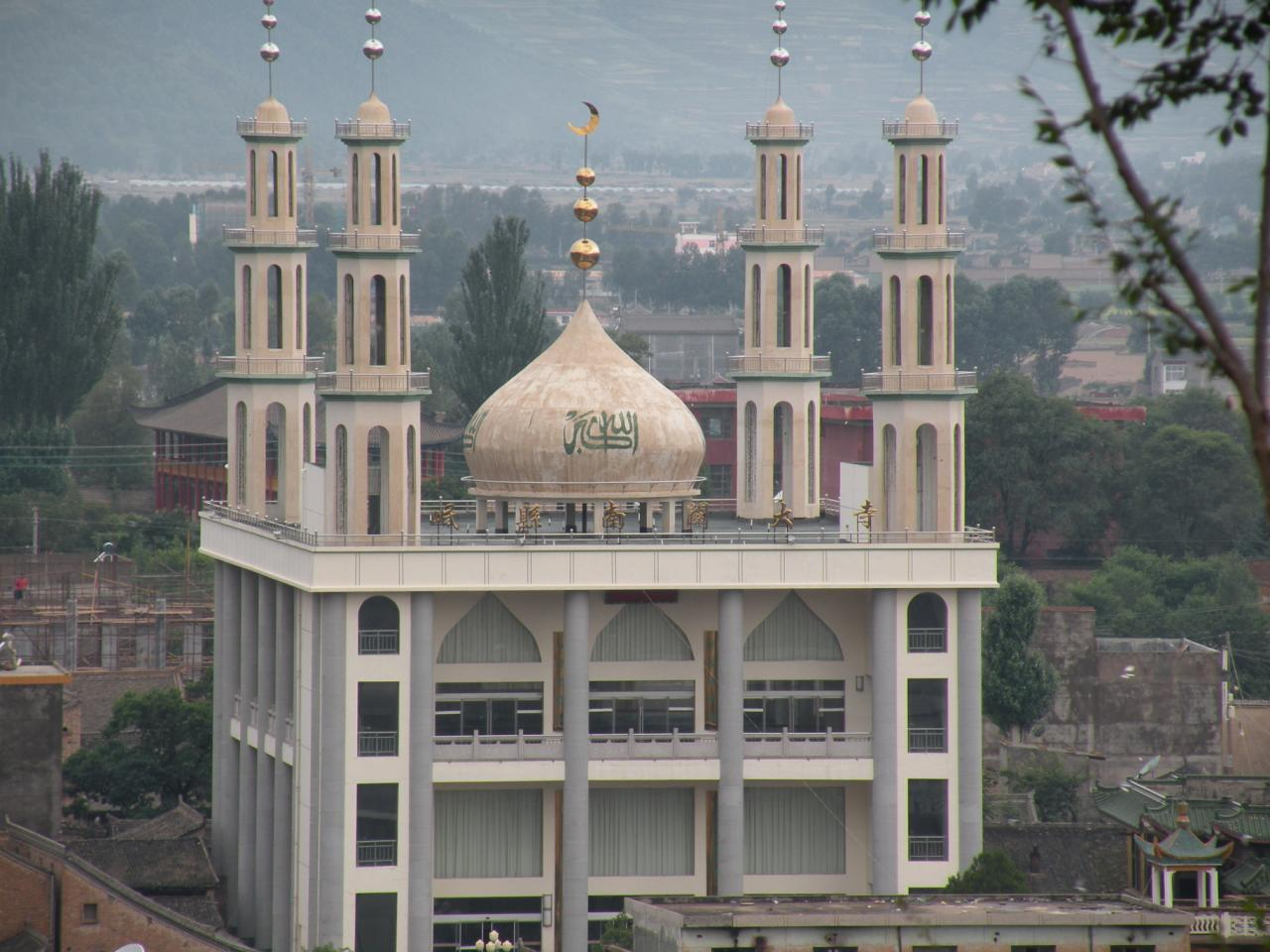
岷县清真寺
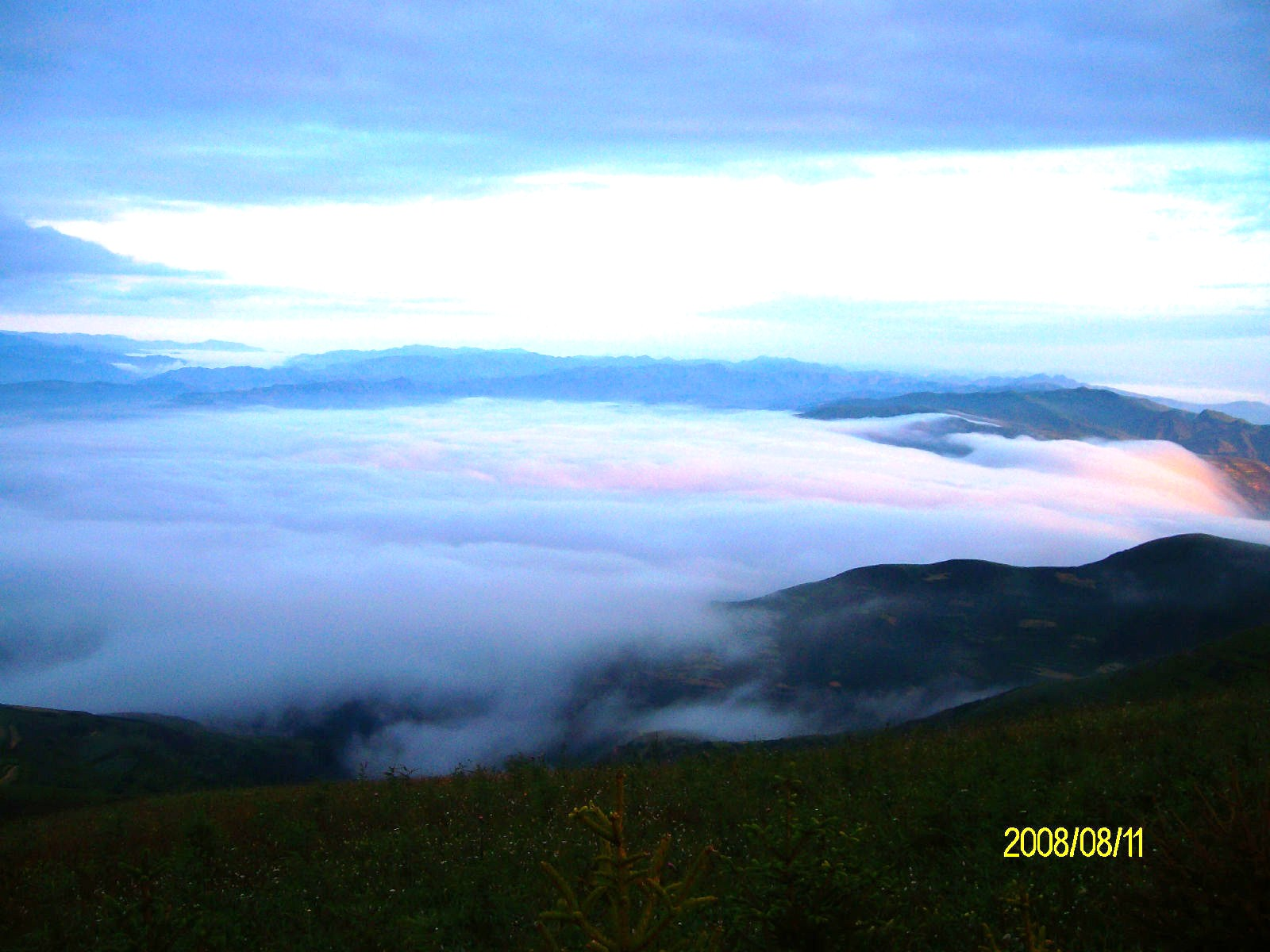
岷县东山
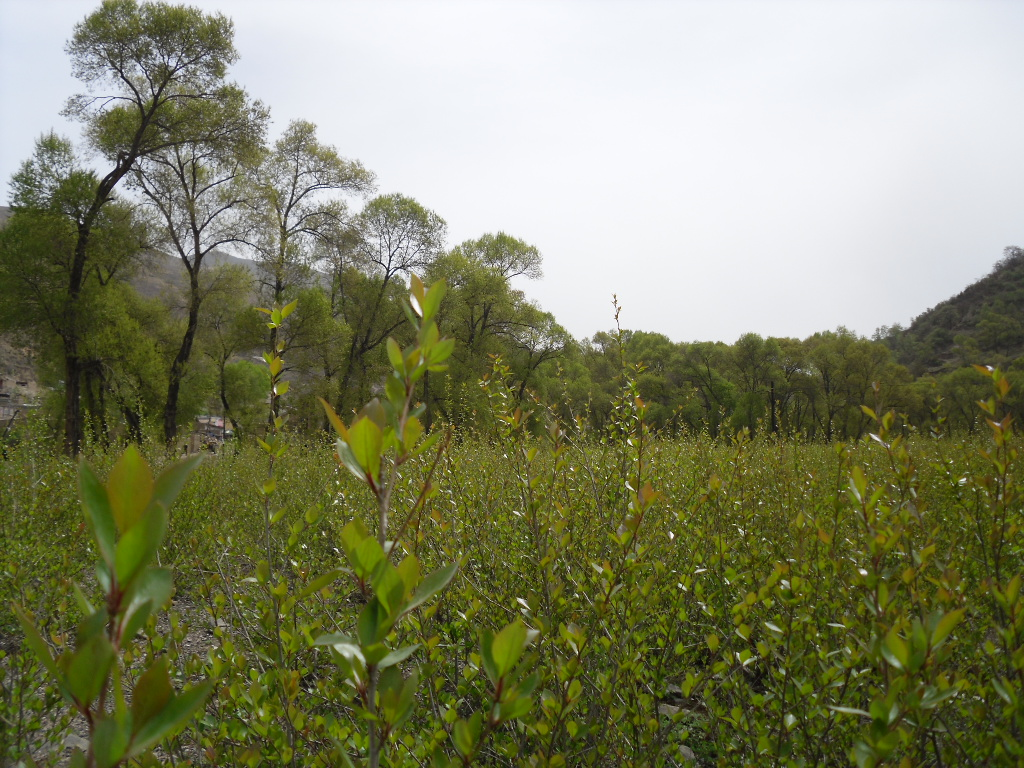
岷县乡村
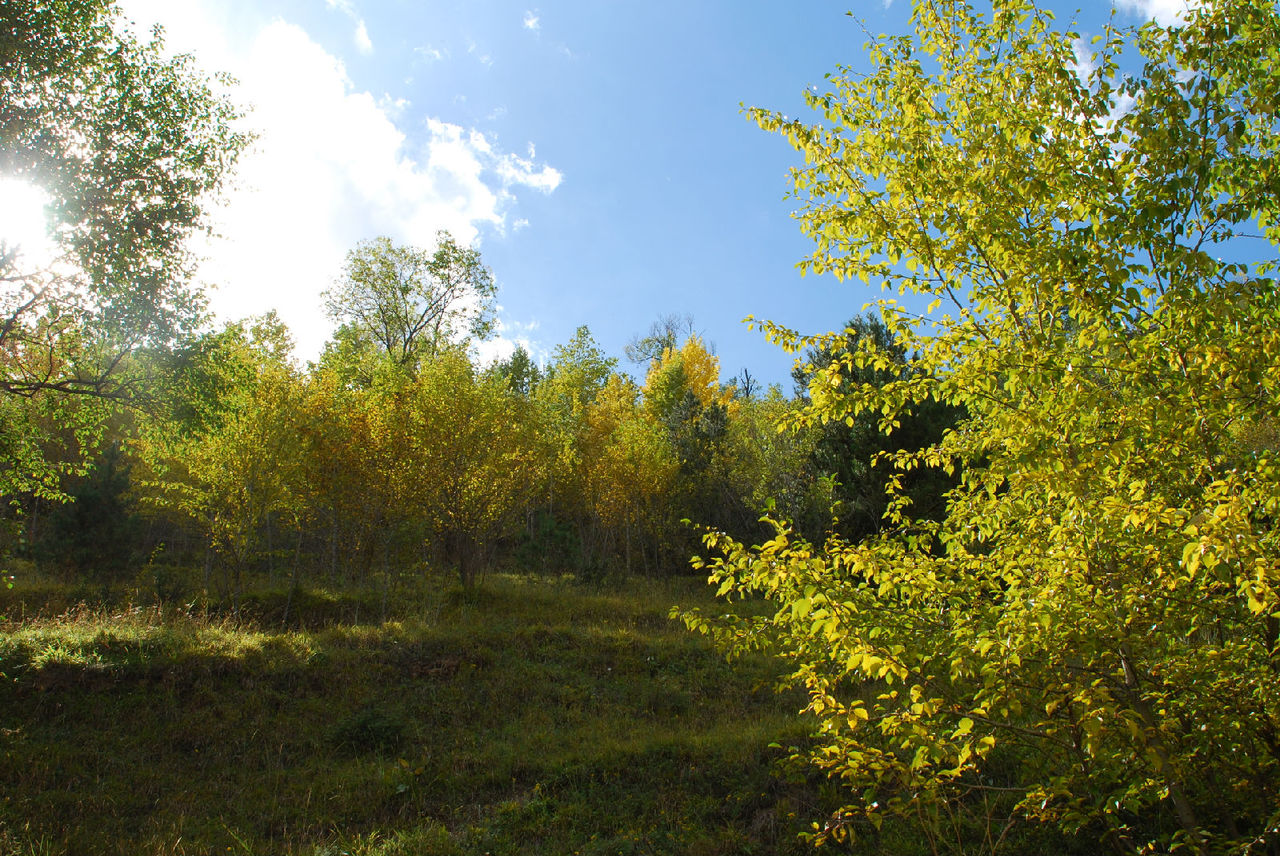
岷县初秋
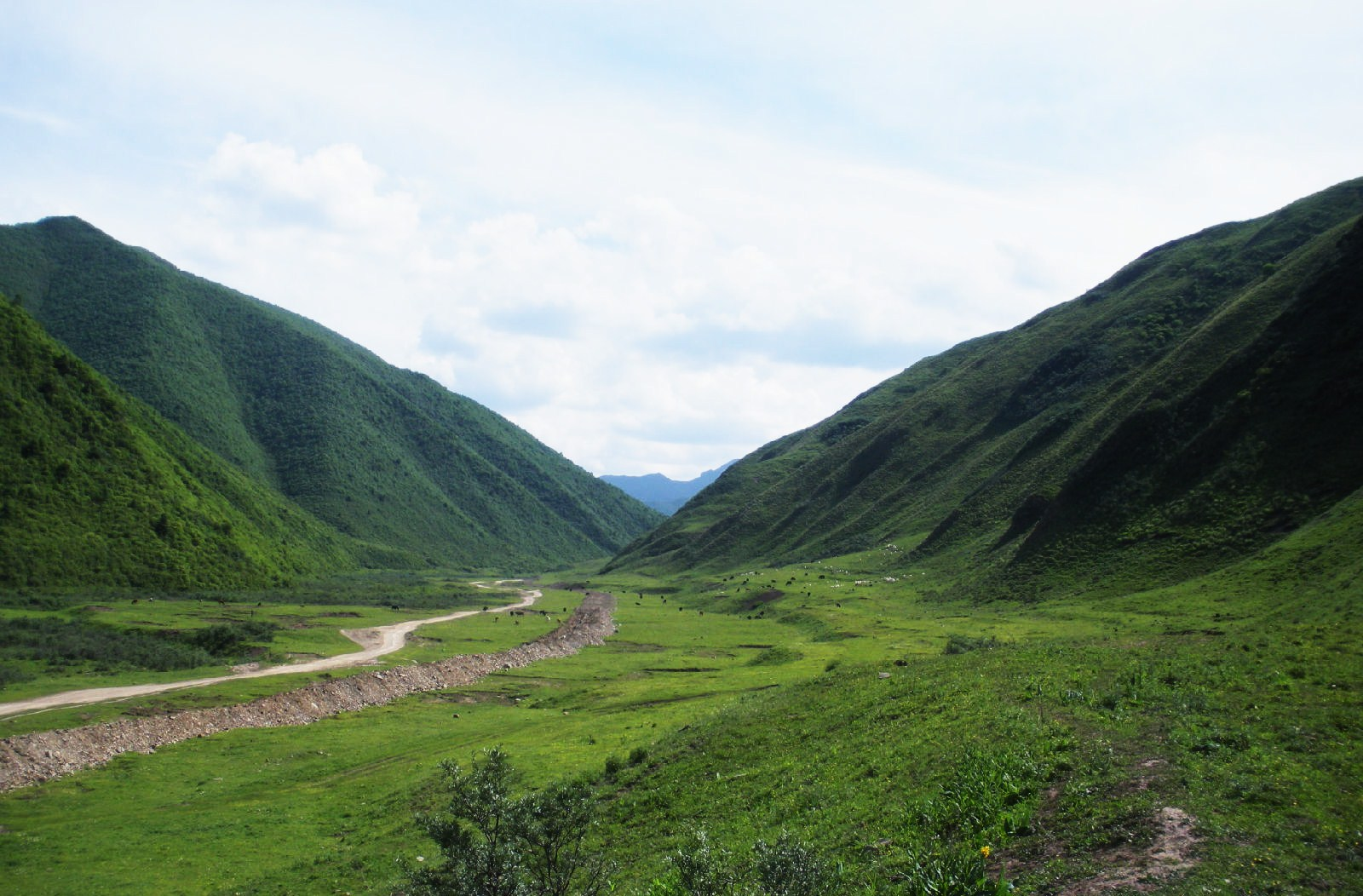
岷县秦许乡